# Satyrus iranica
Satyrus iranica är en fjärilsart som beskrevs av Leo Schwingenschuss 1939. Satyrus iranica ingår i släktet Satyrus och familjen praktfjärilar. Inga underarter finns listade.